# Commelina standleyi
Commelina standleyi är en himmelsblomsväxtart som beskrevs av Julian Alfred Steyermark. Commelina standleyi ingår i släktet himmelsblommor, och familjen himmelsblomsväxter. Inga underarter finns listade.